# Michael Bundesen
Michael Bundesen, född 12 maj 1949 i Tårbæk, död 8 november 2020 i Gentofte, även känd under namnet Bonden, var en dansk pop- och rock-sångare, låtskrivare och tv-programvärd, mest känd som huvudsångare i det danska poprockbandet Shu-Bi-Dua.

## Biografi
Bundesen debuterade som sångare i folkmusikgruppen Quacks sommaren 1967. Gruppen släppte två singelskivor 1968, och sedan sitt enda album, varefter han lämnade gruppen.
Bundesen gav ut sina första solosinglar 1969 och tillsammans med gitarristen Michael Hardinger bildade han Shu-Bi-Dua. Bundesen var huvudsångare till 1984, då han lämnade bandet för att arbeta på den nystartade danska TV-kanalen Kanal 2. Han återvände till bandet 1987 och var sångare fram till början av 2010-talet, då han fick en blodpropp som gjorde honom förlamad på vänster sida av kroppen. Bundesen avled i cancer 8 november 2020 efter en kort tids sjukdom. Vid sin död uppmärksammades han vid flera tillfällen i både radio och tv.

### Shu-Bi-Dua 1973–1985

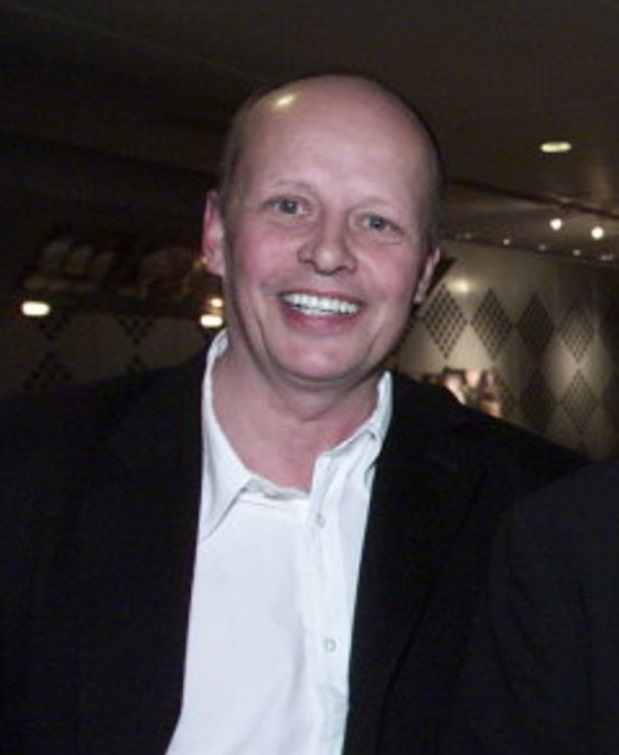
Bundesen gick med i Michael Hardingers band Passport 1973, som senare blev Shu-Bi-Dua.

År 1971 anställdes Bundesen som programledare för ett musikönskeprogram för äldre på Danmarks Radios radiokanal P3, där han lärde känna gitarristen Michael Hardinger. Hardinger hade ett hobbyband som hette Passport, och Bundesen erbjöds att bli sångare i bandet.
År 1973 släppte bandet singeln Fed Rock/Tynd Blues med Bundesen som huvudsångare. Förutom Bundesen och Hardinger bestod bandet av Poul Meyendorff, Bosse Hall Christensen (trummis), Jens Tage Nielsen (keyboard) och Niels Grønbech (basist). Singeln blev en stor succé. De kallade sig nu Shu-Bi-Dua, efter kören som sjöng "shubidua shubidua" på Fed Rock. Singeln var tänkt som en engångsföreteelse, men utmynnade i albumet Shu-Bi-Dua som kom ut 1974.
Efter Shu-Bi-Duas framgångar med det första albumet gick gruppen med på att fortsätta med en uppföljare med titeln Shu-Bi-Dua 2. Under 1970-talet fortsatte deras framgångar med låtar som "Hvalborg", "Den Røde Tråd", "Vuffeli-vov", "Danmark" och "Midsommersangen" Efter sjunde albumet, Shu-Bi-Dua 7, år 1981, var det flera som lämnade gruppen och den var nära att upplösas. Bundesen och Hardinger valde att fortsätta, och bandet släppte ytterligare tre skivor, Shu-Bi-Dua 8, 9 och 10. Efter en turbulent period valde Bundesen att lämna Shu-Bi-Dua 1984, då han erbjöds ett jobb som programansvarig på den då nystartade kommersiella tv-kanalen Kanal 2 i Köpenhamn. I början av hösten 1985 gjorde han sitt sista stora framträdande som sångare i bandet vid rockevenemanget "Rock for Afrika", varefter han lämnade det.
I november samma år släppte Shu-Bi-Dua sitt elfte studioalbum, som således är det enda albumet i gruppen där Bundesen inte deltar.

### Shu-Bi-Dua 1987–2011
Efter en paus på tre år valde Michael Bundesen att återvända till Shu-Bi-Dua. Återföreningen markerades med ett nytt album med titeln Shu-Bi-Dua 12. Det kom dock inte i närheten av framgångarna för de tidigare albumen. Istället försökte Shu-Bi-Dua sig på filmvärlden; de skrev och samproducerade filmen Den Røde Tråd som inte heller blev någon framgång. Michael Bundesen spelade sergeant i filmen som också sågades av kritikerna. Efter misslyckandet med filmen höll Shu-Bi-Dua en låg profil i några år. År 1992 började något hända igen, bandet släppte skivan Shu-Bi-Dua 13 som sålde stadigt. Med skiftande medlemmar fortsatte bandet fram till 2011, då Bundesen drabbades av en blodpropp i hjärnan. År 2017 konstaterade Bundesen i Billed-Bladet att han hade förlorat förmågan att sjunga och därför istället hade inlett en karriär som målare.

### Vid sidan av musiken
Förutom sitt jobb som programchef på danska Kanal 2 var Michael Bundesen värd för musikquizet Op på Tangenterne, som sändes på Tv Danmark och baserades på formatet The Lyrics Board, med Frans Bak och Sigurd Barrett som lagledare. Formatet bytte sedan kanal och kallades då Hit med sangen. Femtiofyra avsnitt producerades fram till 1999.
Bundesen publicerade sin självbiografi, Alting har en ende, 2018, skriven i samarbete med journalisten Kåre Sørensen. Den mottogs väl av recensenterna och fick till exempel fyra av sex stjärnor i Berlingske.

## Diskografi

### Solo
- Min Kone og Min Mor (1973)
- White Christmas (1991)

### Med Quacks
- Danish Design (1968)

### Med Passport
- Change Of The Guard (1973)

### Med Shu-bi-dua
- Shu-bi-dua, 1974
- Shu-bi-dua 2, 1975
- Shu-bi-dua 3, 1976
- Shu-bi-dua 4, 1977
- 78'eren, 1978
- Shu-bi-dua 6, 1979
- Shu-bi-dua 7, 1980
- Shu-bi-dua 8, 1982
- Shu-bi-dua 9, 1982
- Shu-bi-dua 10, 1983
- Shu-bi-dua 12, 1987
- Shu-bi-dua 13, 1992
- Shu-bi-dua 14, 1993
- Shu-bi-40, 1993
- Shu-bi-dua 15, 1995
- Shu-bi-du@ 16, 1997
- Shu-bi-dua 17, 2000
- Shu-bi-dua 18, 2005

### I samarbete med andra artister
- 1981 Michael Hardinger (album), duett med Sanne Salomonsen i stycket "Dans med mig"
- 1984 Rap Road (maxisingel), kör i stycket "Rap Road"
- 1989 Elvis Hansen, duett med Steen Springborg i stycket "Vi elsker Elvis"
- 1990 Dyrene i Hakkebakkeskoven, Bundesen tar på sig rollen som Mäster Baker Harepus och sjunger "Peberkagebage sangen" med Mek Pek.
- 1990 Andemix, Diverse kunstnere – sjunger stycket '"ak for det, Anders And"
- 1991 Ronja Røverdatter, Sebastian – sjunger stycket "Mattissang"
- 1991 Last Christmas (singel), sjungande duett med Lonnie Devantier i Wham-stycket "Last Christmas"
- 1994 Sangene fra Vildbassen, Diverse kunstnere – sjunger stycket "Der er så skønt på landet"
- 1999 Olsen-bandens første kup, Diverse kunstnere – sjunger stycket "Det nye år"[17]
- 2005 Be My Guest Flemming ”Bamse” Jørgensen, duett med Bamse i Elvis-stycket "Good Lock Charm"
- 2006 Halfdan – album av Bundesen och Jan Rørdam, baserat på texter av Halfdan Rasmussen
- 2010 Nedtur (download), Krisekoret – sjungande kör i stycket "Nedtur"